# Podlesice (województwo śląskie)
Podlesice – wieś w województwie śląskim, powiecie zawierciańskim, w gminie Kroczyce. Pod względem geograficznym znajduje się na Wyżynie Mirowsko-Olsztyńskiej będącej częścią Wyżyny Częstochowskiej. 
Wieś królewska Podleszyce położona była w powiecie lelowskim, wchodziła w skład klucza wsi, stanowiącego uposażenie wojewodów krakowskich. W latach 1975–1998 miejscowość położona była w województwie częstochowskim.

## Turystyka i wspinaczka
Podlesice znajdują się na obszarze Parku Krajobrazowego Orlich Gniazd. W obrębie miejscowości znajduje się rezerwat przyrody Góra Zborów, ponadto najcenniejsze przyrodniczo rejony objęto ochroną specjalną (tzw. Ostoja Kroczycka). Przez miejscowość przebiegają najważniejsze szlaki turystyczne Wyżyny Krakowsko-Częstochowskiej: Szlak Orlich Gniazd, Szlak Warowni Jurajskich, Rzędkowicki Szlak i Jurajski Rowerowy Szlak Orlich Gniazd.
Ze względu na dużą liczbę skałek wapiennych w bezpośrednim sąsiedztwie wsi, a także z uwagi na rozbudowaną bazę noclegową, Podlesice są jedną z kilku wspinaczkowych stolic Polski. Największe rejony wspinaczkowe rozciągają się na północ i północny zachód od wsi. Są to pokryte gęstą siecią dróg wspinaczkowych ostańce i mury skalne Skał Podlesickich, Skał Kroczyckich i Skał Morskich. Ogródki skalne znajdują się w rezerwacie przyrody Góra Zborów (na Górze Zborów), na Kołaczyku, w Kruczych Skałach. Dalej na północ to: Góra Pośrednia, Góra Popielowa, Łysak, Jastrzębnik i Słupsko, zaś po południowej stronie drogi wojewódzkiej nr 792 Kroczyce – Żarki znajdują się: Dudnik, Ruskie Skały, Wilczy Kamień, Apteka oraz Biblioteka. 

## Opis wsi
Podlesice posiadają rozbudowaną bazę turystyczną: hotele, pensjonaty, agroturystyka, placówki gastronomiczne. We wsi znajdują się siedziby kilku szkół wspinania, siedziba Grupy Jurajskiej GOPR, Centrum Dziedzictwa Kulturowego Jury, sklep ze sprzętem alpinistycznym i turystycznym oraz pole namiotowe.
W Podlesicach, nieopodal parkingu w rezerwacie Góra Zborów, przy Kruczych Skałach i Jaskini Głębokiej kręcono sceny do filmu Dwa światy (oryginalnie Spellbinder, reżyseria Noel Price).